# Élections municipales de 2014 dans l'Yonne
Les élections municipales se sont déroulées les 23 et 30 mars 2014 dans l'Yonne.

## Maires sortants et maires élus
Le scrutin est ponctué par quelques changements. Le Parti Communiste perd Migennes, les socialistes se maintiennent à Auxerre et Avallon et cèdent Tonnerre aux centristes. La perte de Sens, reconquise par l'ancienne maire de droite, Marie-Louise Fort, vient compléter ce bilan négatif. 
| Commune              | Population | Maire sortant     | Parti | Parti | Maire élu         | Parti | Parti |
| -------------------- | ---------- | ----------------- | ----- | ----- | ----------------- | ----- | ----- |
| Auxerre              | 35 534     | Guy Ferez         |       | PS    | Guy Ferez         |       | PS    |
| Avallon              | 7 229      | Jean-Yves Caullet |       | PS    | Jean-Yves Caullet |       | PS    |
| Joigny               | 10 053     | Bernard Moraine   |       | DVG   | Bernard Moraine   |       | DVG   |
| Migennes             | 7 126      | François Meyroune |       | PCF   | François Boucher  |       | UMP   |
| Monéteau             | 3 909      | Robert Bideau     |       | UDI   | Robert Bideau     |       | UDI   |
| Paron                | 4 442      | Bernard Chatoux   |       | DVD   | Bernard Chatoux   |       | DVD   |
| Saint-Florentin      | 4 693      | Yves Delot        |       | UMP   | Yves Delot        |       | UMP   |
| Sens                 | 25 146     | Michel Fourré     |       | DVG   | Marie-Louise Fort |       | UMP   |
| Tonnerre             | 5 235      | André Fourcade    |       | PS    | Dominique Aguilar |       | UDI   |
| Villeneuve-sur-Yonne | 5 315      | Cyril Boulleaux   |       | DVG   | Cyril Boulleaux   |       | DVG   |

## Résultats dans les communes de plus de1 000 habitants

### Aillant-sur-Tholon
- Maire sortant : William Lemaire (UMP)
- 15 sièges à pourvoir au conseil municipal (population légale 2011 : 1 387 habitants)
- 4 sièges à pourvoir au conseil communautaire (CC de l'Aillantais)

|                          | William Lemaire* | UMP            | 458   | 100,00 | 15 | 4 |  |  |
|                          |                  |                |       |        |    |   |  |  |
| Inscrits                 | Inscrits         | Inscrits       | 1 111 | 100,00 |    |   |  |  |
| Abstentions              | Abstentions      | Abstentions    | 528   | 47,52  |    |   |  |  |
| Votants                  | Votants          | Votants        | 583   | 52,48  |    |   |  |  |
| Blancs et nuls           | Blancs et nuls   | Blancs et nuls | 125   | 21,44  |    |   |  |  |
| Exprimés                 | Exprimés         | Exprimés       | 458   | 78,56  |    |   |  |  |
| * Liste du maire sortant |                  |                |       |        |    |   |  |  |

### Appoigny
- Maire sortant : Alain Staub
- 23 sièges à pourvoir au conseil municipal (population légale 2011 : 3 130 habitants)
- 2 sièges à pourvoir au conseil communautaire (CA de l'Auxerrois)

|                          | Alain Staub *  | DVD            | 1 071 | 100,00 | 23 | 2 |  |  |
|                          |                |                |       |        |    |   |  |  |
| Inscrits                 | Inscrits       | Inscrits       | 2 401 | 100,00 |    |   |  |  |
| Abstentions              | Abstentions    | Abstentions    | 1 121 | 46,69  |    |   |  |  |
| Votants                  | Votants        | Votants        | 1 280 | 53,31  |    |   |  |  |
| Blancs et nuls           | Blancs et nuls | Blancs et nuls | 209   | 16,33  |    |   |  |  |
| Exprimés                 | Exprimés       | Exprimés       | 1 071 | 83,67  |    |   |  |  |
| * Liste du maire sortant |                |                |       |        |    |   |  |  |

### Augy
- Maire sortant : Nicolas Briolland (DVG)
- 15 sièges à pourvoir au conseil municipal (population légale 2011 : 1 040 habitants)
- 1 sièges à pourvoir au conseil communautaire (CA de l'Auxerrois)

|                          | Nicolas Briolland* | DVG            | 402 | 100,00 | 15 | 1 |  |  |
|                          |                    |                |     |        |    |   |  |  |
| Inscrits                 | Inscrits           | Inscrits       | 843 | 100,00 |    |   |  |  |
| Abstentions              | Abstentions        | Abstentions    | 368 | 43,65  |    |   |  |  |
| Votants                  | Votants            | Votants        | 475 | 56,35  |    |   |  |  |
| Blancs et nuls           | Blancs et nuls     | Blancs et nuls | 73  | 15,37  |    |   |  |  |
| Exprimés                 | Exprimés           | Exprimés       | 402 | 84,63  |    |   |  |  |
| * Liste du maire sortant |                    |                |     |        |    |   |  |  |

### Auxerre
- Maire sortant : Guy Férez (PS)
- 39 sièges à pourvoir au conseil municipal (population légale 2011 : 35 534 habitants)
- 20 sièges à pourvoir au conseil communautaire (CA de l'Auxerrois)

| Tête de liste            | Tête de liste     | Liste          | Premier tour | Premier tour | Second tour | Second tour | Sièges | Sièges |
| Tête de liste            | Tête de liste     | Liste          | Voix         | %            | Voix        | %           | CM     | CC     |
| ------------------------ | ----------------- | -------------- | ------------ | ------------ | ----------- | ----------- | ------ | ------ |
|                          | Guy Férez*        | PS             | 5 507        | 42,74        | 7 052       | 51,13       | 30     | 15     |
|                          | Guillaume Larrivé | UMP            | 5 224        | 40,55        | 6 740       | 48,86       | 9      | 5      |
|                          | Julien Guibert    | FN             | 1 258        | 9,76         |             |             |        |        |
|                          | Alain Raymont     | PCF            | 715          | 5,55         |             |             |        |        |
|                          | Sylvie Manigaut   | LO             | 178          | 1,38         |             |             |        |        |
|                          |                   |                |              |              |             |             |        |        |
| Inscrits                 | Inscrits          | Inscrits       | 22 061       | 100,00       | 22 063      | 100,00      |        |        |
| Abstentions              | Abstentions       | Abstentions    | 8 843        | 40,08        | 7 831       | 35,49       |        |        |
| Votants                  | Votants           | Votants        | 13 218       | 59,92        | 14 232      | 64,51       |        |        |
| Blancs et nuls           | Blancs et nuls    | Blancs et nuls | 336          | 2,54         | 440         | 3,09        |        |        |
| Exprimés                 | Exprimés          | Exprimés       | 12 882       | 97,46        | 13 792      | 96,91       |        |        |
| * Liste du maire sortant |                   |                |              |              |             |             |        |        |

### Avallon
- Maire sortant : Jean-Yves Caullet (PS)
- 29 sièges à pourvoir au conseil municipal (population légale 2011 : 7 229 habitants)
- 21 sièges à pourvoir au conseil communautaire (CC Avallon - Vézelay - Morvan)

|                          | Jean-Yves Caullet* | PS             | 1 397 | 51,24  | 22 | 17 |  |  |
|                          | Mourad Chenaf      | DVD            | 890   | 32,64  | 5  | 3  |  |  |
|                          | Joël Riquier       | FN             | 439   | 16,10  | 2  | 1  |  |  |
|                          |                    |                |       |        |    |    |  |  |
| Inscrits                 | Inscrits           | Inscrits       | 4 780 | 100,00 |    |    |  |  |
| Abstentions              | Abstentions        | Abstentions    | 1 920 | 40,17  |    |    |  |  |
| Votants                  | Votants            | Votants        | 2 860 | 59,83  |    |    |  |  |
| Blancs et nuls           | Blancs et nuls     | Blancs et nuls | 134   | 4,69   |    |    |  |  |
| Exprimés                 | Exprimés           | Exprimés       | 2 726 | 95,31  |    |    |  |  |
| * Liste du maire sortant |                    |                |       |        |    |    |  |  |

### Bléneau
- Maire sortant : Alain Drouhin (UDI)
- 15 sièges à pourvoir au conseil municipal (population légale 2011 : 1 446 habitants)
- 3 sièges à pourvoir au conseil communautaire (CC de Puisaye-Forterre)

|                          | Alain Drouhin*   | UDI            | 392   | 50,45  | 12 | 2 |  |  |
|                          | Laetitia Mouquot | DVD            | 385   | 49,54  | 3  | 1 |  |  |
|                          |                  |                |       |        |    |   |  |  |
| Inscrits                 | Inscrits         | Inscrits       | 1 110 | 100,00 |    |   |  |  |
| Abstentions              | Abstentions      | Abstentions    | 283   | 25,50  |    |   |  |  |
| Votants                  | Votants          | Votants        | 827   | 74,50  |    |   |  |  |
| Blancs et nuls           | Blancs et nuls   | Blancs et nuls | 50    | 6,05   |    |   |  |  |
| Exprimés                 | Exprimés         | Exprimés       | 777   | 93,95  |    |   |  |  |
| * Liste du maire sortant |                  |                |       |        |    |   |  |  |

### Brienon-sur-Armançon
- Maire sortant : Jean-Claude Carra (DVD)
- 23 sièges à pourvoir au conseil municipal (population légale 2011 : 3 139 habitants)
- 7 sièges à pourvoir au conseil communautaire (CC Serein et Armance)

|                          | Jean-Claude Carra * | DVD            | 681   | 58,96  | 19 | 6 |  |  |
|                          | Dominique Ludwig    | DIV            | 474   | 41,03  | 4  | 1 |  |  |
|                          |                     |                |       |        |    |   |  |  |
| Inscrits                 | Inscrits            | Inscrits       | 1 971 | 100,00 |    |   |  |  |
| Abstentions              | Abstentions         | Abstentions    | 772   | 39,17  |    |   |  |  |
| Votants                  | Votants             | Votants        | 1 199 | 60,83  |    |   |  |  |
| Blancs et nuls           | Blancs et nuls      | Blancs et nuls | 44    | 3,67   |    |   |  |  |
| Exprimés                 | Exprimés            | Exprimés       | 1 155 | 96,33  |    |   |  |  |
| * Liste du maire sortant |                     |                |       |        |    |   |  |  |

### Cézy
- Maire sortant : Yves Roy
- 15 sièges à pourvoir au conseil municipal (population légale 2011 : 1 119 habitants)
- 3 sièges à pourvoir au conseil communautaire (CC du Jovinien)

|                | Serge Blouet           | DIV            | 345 | 57,88  | 12 | 3 |  |  |
|                | Christine Sellin-Catta | DIV            | 160 | 26,84  | 2  |   |  |  |
|                | Marcel Carsault        | DIV            | 91  | 15,26  | 1  |   |  |  |
|                |                        |                |     |        |    |   |  |  |
| Inscrits       | Inscrits               | Inscrits       | 902 | 100,00 |    |   |  |  |
| Abstentions    | Abstentions            | Abstentions    | 281 | 31,15  |    |   |  |  |
| Votants        | Votants                | Votants        | 621 | 68,85  |    |   |  |  |
| Blancs et nuls | Blancs et nuls         | Blancs et nuls | 25  | 4,03   |    |   |  |  |
| Exprimés       | Exprimés               | Exprimés       | 596 | 95,97  |    |   |  |  |

### Chablis
- Maire sortant : Patrick Gendraud (UDI)
- 19 sièges à pourvoir au conseil municipal (population légale 2011 : 2 302 habitants)
- 9 sièges à pourvoir au conseil communautaire (CC Chablis Villages et Terroirs)

|                          | Patrick Gendraud * | UDI            | 674   | 100,00 | 19 | 9 |  |  |
|                          |                    |                |       |        |    |   |  |  |
| Inscrits                 | Inscrits           | Inscrits       | 1 615 | 100,00 |    |   |  |  |
| Abstentions              | Abstentions        | Abstentions    | 759   | 47,00  |    |   |  |  |
| Votants                  | Votants            | Votants        | 856   | 53,00  |    |   |  |  |
| Blancs et nuls           | Blancs et nuls     | Blancs et nuls | 182   | 21,26  |    |   |  |  |
| Exprimés                 | Exprimés           | Exprimés       | 674   | 78,74  |    |   |  |  |
| * Liste du maire sortant |                    |                |       |        |    |   |  |  |

### Champignelles
- Maire sortant : Jacques Gilet
- 15 sièges à pourvoir au conseil municipal (population légale 2011 : 1 040 habitants)
- 3 sièges à pourvoir au conseil communautaire (CC de Puisaye-Forterre)

| Tête de liste            | Tête de liste   | Liste          | Premier tour | Premier tour | Second tour | Second tour | Sièges | Sièges |
| Tête de liste            | Tête de liste   | Liste          | Voix         | %            | Voix        | %           | CM     | CC     |
| ------------------------ | --------------- | -------------- | ------------ | ------------ | ----------- | ----------- | ------ | ------ |
|                          | Jacques Gilet * | DIV            | 304          | 46,69        | 355         | 53,95       | 12     | 2      |
|                          | Éric Pauron     | DIV            | 174          | 26,72        | 303         | 46,04       | 3      | 1      |
|                          | Daniel Beulin   | DIV            | 173          | 26,57        |             |             |        |        |
|                          |                 |                |              |              |             |             |        |        |
| Inscrits                 | Inscrits        | Inscrits       | 858          | 100,00       | 858         | 100,00      |        |        |
| Abstentions              | Abstentions     | Abstentions    | 183          | 21,33        | 180         | 20,98       |        |        |
| Votants                  | Votants         | Votants        | 675          | 78,67        | 678         | 79,02       |        |        |
| Blancs et nuls           | Blancs et nuls  | Blancs et nuls | 24           | 3,56         | 20          | 2,95        |        |        |
| Exprimés                 | Exprimés        | Exprimés       | 651          | 96,44        | 658         | 97,05       |        |        |
| * Liste du maire sortant |                 |                |              |              |             |             |        |        |

### Champigny
- Maire sortant : Marie-France Gaujal-Joseph
- 19 sièges à pourvoir au conseil municipal (population légale 2011 : 2 235 habitants)
- 3 sièges à pourvoir au conseil communautaire (CC Yonne Nord)

|                | Michel Guillon-Cottard | DIV            | 533   | 52,56  | 15 | 2 |  |  |
|                | Jean-Claude Brunel     | DIV            | 481   | 47,43  | 4  | 1 |  |  |
|                |                        |                |       |        |    |   |  |  |
| Inscrits       | Inscrits               | Inscrits       | 1 546 | 100,00 |    |   |  |  |
| Abstentions    | Abstentions            | Abstentions    | 475   | 30,72  |    |   |  |  |
| Votants        | Votants                | Votants        | 1 071 | 69,28  |    |   |  |  |
| Blancs et nuls | Blancs et nuls         | Blancs et nuls | 57    | 5,32   |    |   |  |  |
| Exprimés       | Exprimés               | Exprimés       | 1 014 | 94,68  |    |   |  |  |

### Champs-sur-Yonne
- Maire sortant : Patrick Vaucouleur
- 19 sièges à pourvoir au conseil municipal (population légale 2011 : 1 566 habitants)
- 1 sièges à pourvoir au conseil communautaire (CA de l'Auxerrois)

|                | Stéphane Antunes | DIV            | 395   | 100,00 | 19 | 1 |  |  |
|                |                  |                |       |        |    |   |  |  |
| Inscrits       | Inscrits         | Inscrits       | 1 148 | 100,00 |    |   |  |  |
| Abstentions    | Abstentions      | Abstentions    | 559   | 48,69  |    |   |  |  |
| Votants        | Votants          | Votants        | 589   | 51,31  |    |   |  |  |
| Blancs et nuls | Blancs et nuls   | Blancs et nuls | 194   | 32,94  |    |   |  |  |
| Exprimés       | Exprimés         | Exprimés       | 395   | 67,06  |    |   |  |  |

### Charbuy
- Maire sortant : Gérard Delille
- 19 sièges à pourvoir au conseil municipal (population légale 2011 : 1 757 habitants)
- 1 sièges à pourvoir au conseil communautaire (CA de l'Auxerrois)

|                          | Gérard Delille * | DIV            | 511   | 50,79  | 15 | 1 |  |  |
|                          | Gérard Camus     | DIV            | 495   | 49,20  | 4  |   |  |  |
|                          |                  |                |       |        |    |   |  |  |
| Inscrits                 | Inscrits         | Inscrits       | 1 389 | 100,00 |    |   |  |  |
| Abstentions              | Abstentions      | Abstentions    | 354   | 25,49  |    |   |  |  |
| Votants                  | Votants          | Votants        | 1 035 | 74,51  |    |   |  |  |
| Blancs et nuls           | Blancs et nuls   | Blancs et nuls | 29    | 2,80   |    |   |  |  |
| Exprimés                 | Exprimés         | Exprimés       | 1 006 | 97,20  |    |   |  |  |
| * Liste du maire sortant |                  |                |       |        |    |   |  |  |

### Charmoy
- Maire sortant : Michel Bidot
- 15 sièges à pourvoir au conseil municipal (population légale 2011 : 1 164 habitants)
- 2 sièges à pourvoir au conseil communautaire (CC de l'Agglomération Migennoise)

|                          | Michel Bidot *   | DIV            | 438 | 75,00  | 13 | 2 |  |  |
|                          | Bernard Gosselin | DIV            | 146 | 25,00  | 2  |   |  |  |
|                          |                  |                |     |        |    |   |  |  |
| Inscrits                 | Inscrits         | Inscrits       | 901 | 100,00 |    |   |  |  |
| Abstentions              | Abstentions      | Abstentions    | 297 | 32,96  |    |   |  |  |
| Votants                  | Votants          | Votants        | 604 | 67,04  |    |   |  |  |
| Blancs et nuls           | Blancs et nuls   | Blancs et nuls | 20  | 3,31   |    |   |  |  |
| Exprimés                 | Exprimés         | Exprimés       | 584 | 96,69  |    |   |  |  |
| * Liste du maire sortant |                  |                |     |        |    |   |  |  |

### Charny
- Maire sortant : Éric Jublot
- 19 sièges à pourvoir au conseil municipal (population légale 2011 : 1 651 habitants)
- 10 sièges à pourvoir au conseil communautaire (CC de l'Orée de Puisaye)

|                          | Éric Jublot *  | DIV            | 560   | 100,00 | 19 | 10 |  |  |
|                          |                |                |       |        |    |    |  |  |
| Inscrits                 | Inscrits       | Inscrits       | 1 261 | 100,00 |    |    |  |  |
| Abstentions              | Abstentions    | Abstentions    | 520   | 41,24  |    |    |  |  |
| Votants                  | Votants        | Votants        | 741   | 58,76  |    |    |  |  |
| Blancs et nuls           | Blancs et nuls | Blancs et nuls | 181   | 24,43  |    |    |  |  |
| Exprimés                 | Exprimés       | Exprimés       | 560   | 75,57  |    |    |  |  |
| * Liste du maire sortant |                |                |       |        |    |    |  |  |

### Cheny
- Maire sortant : Georges Friedrich
- 19 sièges à pourvoir au conseil municipal (population légale 2011 : 2 436 habitants)
- 5 sièges à pourvoir au conseil communautaire (CC de l'Agglomération Migennoise)

|                          | Georges Friedrich * | DVG            | 566   | 100,00 | 19 | 5 |  |  |
|                          |                     |                |       |        |    |   |  |  |
| Inscrits                 | Inscrits            | Inscrits       | 1 708 | 100,00 |    |   |  |  |
| Abstentions              | Abstentions         | Abstentions    | 953   | 55,80  |    |   |  |  |
| Votants                  | Votants             | Votants        | 755   | 44,20  |    |   |  |  |
| Blancs et nuls           | Blancs et nuls      | Blancs et nuls | 189   | 25,03  |    |   |  |  |
| Exprimés                 | Exprimés            | Exprimés       | 566   | 74,97  |    |   |  |  |
| * Liste du maire sortant |                     |                |       |        |    |   |  |  |

### Chéroy
- Maire sortant : Brigitte Berteigne
- 19 sièges à pourvoir au conseil municipal (population légale 2011 : 1 615 habitants)
- 4 sièges à pourvoir au conseil communautaire (CC du Gâtinais en Bourgogne)

|                          | Brigitte Berteigne * | DIV            | 442   | 100,00 | 19 | 4 |  |  |
|                          |                      |                |       |        |    |   |  |  |
| Inscrits                 | Inscrits             | Inscrits       | 1 094 | 100,00 |    |   |  |  |
| Abstentions              | Abstentions          | Abstentions    | 519   | 47,44  |    |   |  |  |
| Votants                  | Votants              | Votants        | 575   | 52,56  |    |   |  |  |
| Blancs et nuls           | Blancs et nuls       | Blancs et nuls | 133   | 23,13  |    |   |  |  |
| Exprimés                 | Exprimés             | Exprimés       | 442   | 76,87  |    |   |  |  |
| * Liste du maire sortant |                      |                |       |        |    |   |  |  |

### Chevannes
- Maire sortant : Robert Vinay
- 19 sièges à pourvoir au conseil municipal (population légale 2011 : 2 343 habitants)
- 1 sièges à pourvoir au conseil communautaire (CA de l'Auxerrois)

|                | Jacques Chanard  | DIV            | 592   | 57,19  | 15 | 1 |  |  |
|                | Christine Tilhet | DIV            | 443   | 42,80  | 4  |   |  |  |
|                |                  |                |       |        |    |   |  |  |
| Inscrits       | Inscrits         | Inscrits       | 1 700 | 100,00 |    |   |  |  |
| Abstentions    | Abstentions      | Abstentions    | 602   | 35,41  |    |   |  |  |
| Votants        | Votants          | Votants        | 1 098 | 64,59  |    |   |  |  |
| Blancs et nuls | Blancs et nuls   | Blancs et nuls | 63    | 5,74   |    |   |  |  |
| Exprimés       | Exprimés         | Exprimés       | 1 035 | 94,26  |    |   |  |  |

### Courlon-sur-Yonne
- Maire sortant : Jean-Jacques Percheminier
- 15 sièges à pourvoir au conseil municipal (population légale 2011 : 1 165 habitants)
- 2 sièges à pourvoir au conseil communautaire (CC Yonne Nord)

|                          | Jean-Jacques Percheminier * | DIV            | 411 | 100,00 | 15 | 2 |  |  |
|                          |                             |                |     |        |    |   |  |  |
| Inscrits                 | Inscrits                    | Inscrits       | 934 | 100,00 |    |   |  |  |
| Abstentions              | Abstentions                 | Abstentions    | 371 | 39,72  |    |   |  |  |
| Votants                  | Votants                     | Votants        | 563 | 60,28  |    |   |  |  |
| Blancs et nuls           | Blancs et nuls              | Blancs et nuls | 152 | 27,00  |    |   |  |  |
| Exprimés                 | Exprimés                    | Exprimés       | 411 | 73,00  |    |   |  |  |
| * Liste du maire sortant |                             |                |     |        |    |   |  |  |

### Diges
- Maire sortant : Élisabeth Travaillée
- 15 sièges à pourvoir au conseil municipal (population légale 2011 : 1 155 habitants)
- 3 sièges à pourvoir au conseil communautaire (CC de Puisaye-Forterre)

|                | Jean-Luc Vandaele | DIV            | 397 | 100,00 | 15 | 3 |  |  |
|                |                   |                |     |        |    |   |  |  |
| Inscrits       | Inscrits          | Inscrits       | 877 | 100,00 |    |   |  |  |
| Abstentions    | Abstentions       | Abstentions    | 386 | 44,01  |    |   |  |  |
| Votants        | Votants           | Votants        | 491 | 55,99  |    |   |  |  |
| Blancs et nuls | Blancs et nuls    | Blancs et nuls | 94  | 19,14  |    |   |  |  |
| Exprimés       | Exprimés          | Exprimés       | 397 | 80,86  |    |   |  |  |

### Égriselles-le-Bocage
- Maire sortant : Christian Deschamps
- 15 sièges à pourvoir au conseil municipal (population légale 2011 : 1 213 habitants)
- 4 sièges à pourvoir au conseil communautaire (CC du Gâtinais en Bourgogne)

|                          | Christian Deschamps * | DIV            | 534 | 100,00 | 15 | 4 |  |  |
|                          |                       |                |     |        |    |   |  |  |
| Inscrits                 | Inscrits              | Inscrits       | 911 | 100,00 |    |   |  |  |
| Abstentions              | Abstentions           | Abstentions    | 310 | 34,03  |    |   |  |  |
| Votants                  | Votants               | Votants        | 601 | 65,97  |    |   |  |  |
| Blancs et nuls           | Blancs et nuls        | Blancs et nuls | 67  | 11,15  |    |   |  |  |
| Exprimés                 | Exprimés              | Exprimés       | 534 | 88,85  |    |   |  |  |
| * Liste du maire sortant |                       |                |     |        |    |   |  |  |

### Fleury-la-Vallée
- Maire sortant : Jean-Claude Lescot
- 15 sièges à pourvoir au conseil municipal (population légale 2011 : 1 111 habitants)
- 3 sièges à pourvoir au conseil communautaire (CC de l'Aillantais)

|                          | Jean-Claude Lescot * | DVD            | 397 | 100,00 | 15 | 3 |  |  |
|                          |                      |                |     |        |    |   |  |  |
| Inscrits                 | Inscrits             | Inscrits       | 841 | 100,00 |    |   |  |  |
| Abstentions              | Abstentions          | Abstentions    | 364 | 43,28  |    |   |  |  |
| Votants                  | Votants              | Votants        | 477 | 56,72  |    |   |  |  |
| Blancs et nuls           | Blancs et nuls       | Blancs et nuls | 80  | 16,77  |    |   |  |  |
| Exprimés                 | Exprimés             | Exprimés       | 397 | 83,23  |    |   |  |  |
| * Liste du maire sortant |                      |                |     |        |    |   |  |  |

### Flogny-la-Chapelle
- Maire sortant : Claude Depuydt
- 15 sièges à pourvoir au conseil municipal (population légale 2011 : 1 030 habitants)
- 3 sièges à pourvoir au conseil communautaire (CC Le Tonnerrois en Bourgogne)

|                | Jean-Bernard Cailliet | DIV            | 316 | 100,00 | 15 | 3 |  |  |
|                |                       |                |     |        |    |   |  |  |
| Inscrits       | Inscrits              | Inscrits       | 806 | 100,00 |    |   |  |  |
| Abstentions    | Abstentions           | Abstentions    | 356 | 44,17  |    |   |  |  |
| Votants        | Votants               | Votants        | 450 | 55,83  |    |   |  |  |
| Blancs et nuls | Blancs et nuls        | Blancs et nuls | 134 | 29,78  |    |   |  |  |
| Exprimés       | Exprimés              | Exprimés       | 316 | 70,22  |    |   |  |  |

### Gron
- Maire sortant : Gilles Milles
- 15 sièges à pourvoir au conseil municipal (population légale 2011 : 1 226 habitants)
- 1 sièges à pourvoir au conseil communautaire (CA du Grand Sénonais)

|                | Stéphane Perennes | DIV            | 376 | 58,38  | 12 | 1 |  |  |
|                | Francis Sarlin    | DIV            | 268 | 41,61  | 3  |   |  |  |
|                |                   |                |     |        |    |   |  |  |
| Inscrits       | Inscrits          | Inscrits       | 945 | 100,00 |    |   |  |  |
| Abstentions    | Abstentions       | Abstentions    | 280 | 29,63  |    |   |  |  |
| Votants        | Votants           | Votants        | 665 | 70,37  |    |   |  |  |
| Blancs et nuls | Blancs et nuls    | Blancs et nuls | 21  | 3,16   |    |   |  |  |
| Exprimés       | Exprimés          | Exprimés       | 644 | 96,84  |    |   |  |  |

### Gurgy
- Maire sortant : Aurélie Berger
- 19 sièges à pourvoir au conseil municipal (population légale 2011 : 1 692 habitants)
- 1 sièges à pourvoir au conseil communautaire (CA de l'Auxerrois)

|                          | Aurélie Berger * | DIV            | 535   | 100,00 | 19 | 1 |  |  |
|                          |                  |                |       |        |    |   |  |  |
| Inscrits                 | Inscrits         | Inscrits       | 1 330 | 100,00 |    |   |  |  |
| Abstentions              | Abstentions      | Abstentions    | 607   | 45,64  |    |   |  |  |
| Votants                  | Votants          | Votants        | 723   | 54,36  |    |   |  |  |
| Blancs et nuls           | Blancs et nuls   | Blancs et nuls | 188   | 26,00  |    |   |  |  |
| Exprimés                 | Exprimés         | Exprimés       | 535   | 74,00  |    |   |  |  |
| * Liste du maire sortant |                  |                |       |        |    |   |  |  |

### Héry
- Maire sortant : Chantal Charbonnier
- 19 sièges à pourvoir au conseil municipal (population légale 2011 : 1 887 habitants)
- 4 sièges à pourvoir au conseil communautaire (CC Serein et Armance)

|                          | Chantal Charbonnier * | DIV            | 694   | 100,00 | 19 | 4 |  |  |
|                          |                       |                |       |        |    |   |  |  |
| Inscrits                 | Inscrits              | Inscrits       | 1 506 | 100,00 |    |   |  |  |
| Abstentions              | Abstentions           | Abstentions    | 678   | 45,02  |    |   |  |  |
| Votants                  | Votants               | Votants        | 828   | 54,98  |    |   |  |  |
| Blancs et nuls           | Blancs et nuls        | Blancs et nuls | 134   | 16,18  |    |   |  |  |
| Exprimés                 | Exprimés              | Exprimés       | 694   | 83,82  |    |   |  |  |
| * Liste du maire sortant |                       |                |       |        |    |   |  |  |

### Joigny
- Maire sortant : Bernard Moraine (DVG)
- 33 sièges à pourvoir au conseil municipal (population légale 2011 : 10 053 habitants)
- 19 sièges à pourvoir au conseil communautaire (CC du Jovinien)

| Tête de liste            | Tête de liste            | Liste          | Premier tour | Premier tour | Second tour | Second tour | Sièges | Sièges |
| Tête de liste            | Tête de liste            | Liste          | Voix         | %            | Voix        | %           | CM     | CC     |
| ------------------------ | ------------------------ | -------------- | ------------ | ------------ | ----------- | ----------- | ------ | ------ |
|                          | Bernard Moraine *        | DVG            | 1 592        | 45,77        | 1 799       | 49,68       | 25     | 15     |
|                          | François Jacquet         | DVD            | 1 047        | 30,10        | 1 526       | 42,14       | 7      | 4      |
|                          | Claude Dassié            | FN             | 437          | 12,56        | 296         | 8,17        | 1      |        |
|                          | Isabelle Bourassin-Lange | DVD            | 402          | 11,55        |             |             |        |        |
|                          |                          |                |              |              |             |             |        |        |
| Inscrits                 | Inscrits                 | Inscrits       | 6 248        | 100,00       | 6 247       | 100,00      |        |        |
| Abstentions              | Abstentions              | Abstentions    | 2 652        | 42,45        | 2 516       | 40,28       |        |        |
| Votants                  | Votants                  | Votants        | 3 596        | 57,55        | 3 731       | 59,72       |        |        |
| Blancs et nuls           | Blancs et nuls           | Blancs et nuls | 118          | 3,28         | 110         | 2,95        |        |        |
| Exprimés                 | Exprimés                 | Exprimés       | 3 478        | 96,72        | 3 621       | 97,05       |        |        |
| * Liste du maire sortant |                          |                |              |              |             |             |        |        |

### Joux-la-Ville
- Maire sortant : Jean-Claude Lemaire
- 15 sièges à pourvoir au conseil municipal (population légale 2011 : 1 226 habitants)
- 6 sièges à pourvoir au conseil communautaire (CC du Serein)

|                          | Jean-Claude Lemaire * | DIV            | 214 | 58,15  | 12 | 5 |  |  |
|                          | Rémi Marsigny         | DIV            | 154 | 41,84  | 3  | 1 |  |  |
|                          |                       |                |     |        |    |   |  |  |
| Inscrits                 | Inscrits              | Inscrits       | 476 | 100,00 |    |   |  |  |
| Abstentions              | Abstentions           | Abstentions    | 98  | 20,59  |    |   |  |  |
| Votants                  | Votants               | Votants        | 378 | 79,41  |    |   |  |  |
| Blancs et nuls           | Blancs et nuls        | Blancs et nuls | 10  | 2,65   |    |   |  |  |
| Exprimés                 | Exprimés              | Exprimés       | 368 | 97,35  |    |   |  |  |
| * Liste du maire sortant |                       |                |     |        |    |   |  |  |

### Laroche-Saint-Cydroine
- Maire sortant : Éliane Charlot
- 15 sièges à pourvoir au conseil municipal (population légale 2011 : 1 311 habitants)
- 2 sièges à pourvoir au conseil communautaire (CC de l'Agglomération Migennoise)

|                          | Éliane Charlot *   | DIV            | 421 | 69,12  | 13 | 2 |  |  |
|                          | Jean-Pierre Defaix | DIV            | 188 | 30,87  | 2  |   |  |  |
|                          |                    |                |     |        |    |   |  |  |
| Inscrits                 | Inscrits           | Inscrits       | 942 | 100,00 |    |   |  |  |
| Abstentions              | Abstentions        | Abstentions    | 280 | 29,72  |    |   |  |  |
| Votants                  | Votants            | Votants        | 662 | 70,28  |    |   |  |  |
| Blancs et nuls           | Blancs et nuls     | Blancs et nuls | 53  | 8,01   |    |   |  |  |
| Exprimés                 | Exprimés           | Exprimés       | 609 | 91,99  |    |   |  |  |
| * Liste du maire sortant |                    |                |     |        |    |   |  |  |

### Ligny-le-Châtel
- Maire sortant : Chantal Royer
- 15 sièges à pourvoir au conseil municipal (population légale 2011 : 1 341 habitants)
- 5 sièges à pourvoir au conseil communautaire (CC Chablis Villages et Terroirs)

|                          | Chantal Royer * | DIV            | 369 | 66,36  | 13 | 4 |  |  |
|                          | Thierry Chenal  | DIV            | 187 | 33,63  | 2  | 1 |  |  |
|                          |                 |                |     |        |    |   |  |  |
| Inscrits                 | Inscrits        | Inscrits       | 864 | 100,00 |    |   |  |  |
| Abstentions              | Abstentions     | Abstentions    | 271 | 31,37  |    |   |  |  |
| Votants                  | Votants         | Votants        | 593 | 68,63  |    |   |  |  |
| Blancs et nuls           | Blancs et nuls  | Blancs et nuls | 37  | 6,24   |    |   |  |  |
| Exprimés                 | Exprimés        | Exprimés       | 556 | 93,76  |    |   |  |  |
| * Liste du maire sortant |                 |                |     |        |    |   |  |  |

### Lindry
- Maire sortant : Bernard Brenot
- 15 sièges à pourvoir au conseil municipal (population légale 2011 : 1 329 habitants)
- 1 sièges à pourvoir au conseil communautaire (CA de l'Auxerrois)

|                | Christophe Laverdant | DIV            | 431 | 100,00 | 15 | 1 |  |  |
|                |                      |                |     |        |    |   |  |  |
| Inscrits       | Inscrits             | Inscrits       | 954 | 100,00 |    |   |  |  |
| Abstentions    | Abstentions          | Abstentions    | 393 | 41,19  |    |   |  |  |
| Votants        | Votants              | Votants        | 561 | 58,81  |    |   |  |  |
| Blancs et nuls | Blancs et nuls       | Blancs et nuls | 130 | 23,17  |    |   |  |  |
| Exprimés       | Exprimés             | Exprimés       | 431 | 76,83  |    |   |  |  |

### Maillot
- Maire sortant : Maryse Dol
- 15 sièges à pourvoir au conseil municipal (population légale 2011 : 1 062 habitants)
- 1 sièges à pourvoir au conseil communautaire (CA du Grand Sénonais)

|                | Gilles Sabattier      | DIV            | 326 | 53,44  | 12 | 1 |  |  |
|                | Jean-Maurice Lemaitre | DIV            | 144 | 23,60  | 2  |   |  |  |
|                | Alain Thierry         | DIV            | 140 | 22,95  | 1  |   |  |  |
|                |                       |                |     |        |    |   |  |  |
| Inscrits       | Inscrits              | Inscrits       | 858 | 100,00 |    |   |  |  |
| Abstentions    | Abstentions           | Abstentions    | 202 | 23,54  |    |   |  |  |
| Votants        | Votants               | Votants        | 656 | 76,46  |    |   |  |  |
| Blancs et nuls | Blancs et nuls        | Blancs et nuls | 46  | 7,01   |    |   |  |  |
| Exprimés       | Exprimés              | Exprimés       | 610 | 92,99  |    |   |  |  |

### Malay-le-Grand
- Maire sortant : Guy Crost
- 19 sièges à pourvoir au conseil municipal (population légale 2011 : 1 511 habitants)
- 1 sièges à pourvoir au conseil communautaire (CA du Grand Sénonais)

|                          | Guy Crost *    | DVD            | 446   | 100,00 | 19 | 1 |  |  |
|                          |                |                |       |        |    |   |  |  |
| Inscrits                 | Inscrits       | Inscrits       | 1 259 | 100,00 |    |   |  |  |
| Abstentions              | Abstentions    | Abstentions    | 529   | 42,02  |    |   |  |  |
| Votants                  | Votants        | Votants        | 730   | 57,98  |    |   |  |  |
| Blancs et nuls           | Blancs et nuls | Blancs et nuls | 284   | 38,90  |    |   |  |  |
| Exprimés                 | Exprimés       | Exprimés       | 446   | 61,10  |    |   |  |  |
| * Liste du maire sortant |                |                |       |        |    |   |  |  |

### Michery
- Maire sortant : Francis Garnier
- 15 sièges à pourvoir au conseil municipal (population légale 2011 : 1 043 habitants)
- 2 sièges à pourvoir au conseil communautaire (CC Yonne Nord)

|                          | Francis Garnier *    | DIV            | 427 | 74,39  | 13 | 2 |  |  |
|                          | Jean-Michel Thibault | DIV            | 147 | 25,60  | 2  |   |  |  |
|                          |                      |                |     |        |    |   |  |  |
| Inscrits                 | Inscrits             | Inscrits       | 838 | 100,00 |    |   |  |  |
| Abstentions              | Abstentions          | Abstentions    | 243 | 29,00  |    |   |  |  |
| Votants                  | Votants              | Votants        | 595 | 71,00  |    |   |  |  |
| Blancs et nuls           | Blancs et nuls       | Blancs et nuls | 21  | 3,53   |    |   |  |  |
| Exprimés                 | Exprimés             | Exprimés       | 574 | 96,47  |    |   |  |  |
| * Liste du maire sortant |                      |                |     |        |    |   |  |  |

### Migennes
- Maire sortant : François Meyroune
- 29 sièges à pourvoir au conseil municipal (population légale 2011 : 7 126 habitants)
- 13 sièges à pourvoir au conseil communautaire (CC de l'Agglomération Migennoise)

|                          | François Boucher    | UMP            | 1 414 | 51,70  | 23 | 11 |  |  |
|                          | François Meyroune * | PCF            | 978   | 35,75  | 5  | 2  |  |  |
|                          | José Da Silva       | DVG            | 343   | 12,54  | 1  |    |  |  |
|                          |                     |                |       |        |    |    |  |  |
| Inscrits                 | Inscrits            | Inscrits       | 4 563 | 100,00 |    |    |  |  |
| Abstentions              | Abstentions         | Abstentions    | 1 721 | 37,72  |    |    |  |  |
| Votants                  | Votants             | Votants        | 2 842 | 62,28  |    |    |  |  |
| Blancs et nuls           | Blancs et nuls      | Blancs et nuls | 107   | 3,76   |    |    |  |  |
| Exprimés                 | Exprimés            | Exprimés       | 2 735 | 96,24  |    |    |  |  |
| * Liste du maire sortant |                     |                |       |        |    |    |  |  |

### Monéteau
- Maire sortant : Robert Bideau
- 27 sièges à pourvoir au conseil municipal (population légale 2011 : 3 909 habitants)
- 2 sièges à pourvoir au conseil communautaire (CA de l'Auxerrois)

|                          | Robert Bideau * | UDI            | 1 254 | 65,79  | 23 | 2 |  |  |
|                          | Yves Scalabrino | DVD            | 652   | 34,20  | 4  |   |  |  |
|                          |                 |                |       |        |    |   |  |  |
| Inscrits                 | Inscrits        | Inscrits       | 2 991 | 100,00 |    |   |  |  |
| Abstentions              | Abstentions     | Abstentions    | 1 010 | 33,77  |    |   |  |  |
| Votants                  | Votants         | Votants        | 1 981 | 66,23  |    |   |  |  |
| Blancs et nuls           | Blancs et nuls  | Blancs et nuls | 75    | 3,79   |    |   |  |  |
| Exprimés                 | Exprimés        | Exprimés       | 1 906 | 96,21  |    |   |  |  |
| * Liste du maire sortant |                 |                |       |        |    |   |  |  |

### Nailly
- Maire sortant : Jacques Compin
- 15 sièges à pourvoir au conseil municipal (population légale 2011 : 1 266 habitants)
- 4 sièges à pourvoir au conseil communautaire (CC du Gâtinais en Bourgogne)

|                | Florence Bardot | DIV            | 485 | 100,00 | 15 | 4 |  |  |
|                |                 |                |     |        |    |   |  |  |
| Inscrits       | Inscrits        | Inscrits       | 978 | 100,00 |    |   |  |  |
| Abstentions    | Abstentions     | Abstentions    | 429 | 43,87  |    |   |  |  |
| Votants        | Votants         | Votants        | 549 | 56,13  |    |   |  |  |
| Blancs et nuls | Blancs et nuls  | Blancs et nuls | 64  | 11,66  |    |   |  |  |
| Exprimés       | Exprimés        | Exprimés       | 485 | 88,34  |    |   |  |  |

### Paron
- Maire sortant : Bernard Chatoux
- 27 sièges à pourvoir au conseil municipal (population légale 2011 : 4 442 habitants)
- 5 sièges à pourvoir au conseil communautaire (CA du Grand Sénonais)

|                          | Bernard Chatoux *  | DVD            | 1 039 | 60,12  | 22 | 5 |  |  |
|                          | Claude Camus       | DIV            | 478   | 27,66  | 4  |   |  |  |
|                          | Jean-Luc Guilloton | DIV            | 211   | 12,21  | 1  |   |  |  |
|                          |                    |                |       |        |    |   |  |  |
| Inscrits                 | Inscrits           | Inscrits       | 3 302 | 100,00 |    |   |  |  |
| Abstentions              | Abstentions        | Abstentions    | 1 513 | 45,82  |    |   |  |  |
| Votants                  | Votants            | Votants        | 1 789 | 54,18  |    |   |  |  |
| Blancs et nuls           | Blancs et nuls     | Blancs et nuls | 61    | 3,41   |    |   |  |  |
| Exprimés                 | Exprimés           | Exprimés       | 1 728 | 96,59  |    |   |  |  |
| * Liste du maire sortant |                    |                |       |        |    |   |  |  |

### Perrigny
- Maire sortant : Denis Cumont
- 15 sièges à pourvoir au conseil municipal (population légale 2011 : 1 197 habitants)
- 1 sièges à pourvoir au conseil communautaire (CA de l'Auxerrois)

|                          | Denis Cumont * | DIV            | 522 | 100,00 | 15 | 1 |  |  |
|                          |                |                |     |        |    |   |  |  |
| Inscrits                 | Inscrits       | Inscrits       | 943 | 100,00 |    |   |  |  |
| Abstentions              | Abstentions    | Abstentions    | 342 | 36,27  |    |   |  |  |
| Votants                  | Votants        | Votants        | 601 | 63,73  |    |   |  |  |
| Blancs et nuls           | Blancs et nuls | Blancs et nuls | 79  | 13,14  |    |   |  |  |
| Exprimés                 | Exprimés       | Exprimés       | 522 | 86,86  |    |   |  |  |
| * Liste du maire sortant |                |                |     |        |    |   |  |  |

### Pont-sur-Yonne
- Maire sortant : Jeanine Domat
- 23 sièges à pourvoir au conseil municipal (population légale 2011 : 3 260 habitants)
- 4 sièges à pourvoir au conseil communautaire (CC Yonne Nord)

|                          | Grégory Dorte   | DVD            | 828   | 57,66  | 18 | 3 |  |  |
|                          | Jeanine Domat * | PS             | 608   | 42,33  | 5  | 1 |  |  |
|                          |                 |                |       |        |    |   |  |  |
| Inscrits                 | Inscrits        | Inscrits       | 2 304 | 100,00 |    |   |  |  |
| Abstentions              | Abstentions     | Abstentions    | 812   | 35,24  |    |   |  |  |
| Votants                  | Votants         | Votants        | 1 492 | 64,76  |    |   |  |  |
| Blancs et nuls           | Blancs et nuls  | Blancs et nuls | 56    | 3,75   |    |   |  |  |
| Exprimés                 | Exprimés        | Exprimés       | 1 436 | 96,25  |    |   |  |  |
| * Liste du maire sortant |                 |                |       |        |    |   |  |  |

### Pourrain
- Maire sortant : Jean-Michel Jourdan
- 15 sièges à pourvoir au conseil municipal (population légale 2011 : 1 464 habitants)
- 3 sièges à pourvoir au conseil communautaire (CC de Puisaye-Forterre)

|                | Roger Prignot  | DIV            | 446   | 100,00 | 15 | 3 |  |  |
|                |                |                |       |        |    |   |  |  |
| Inscrits       | Inscrits       | Inscrits       | 1 309 | 100,00 |    |   |  |  |
| Abstentions    | Abstentions    | Abstentions    | 689   | 52,64  |    |   |  |  |
| Votants        | Votants        | Votants        | 620   | 47,36  |    |   |  |  |
| Blancs et nuls | Blancs et nuls | Blancs et nuls | 174   | 28,06  |    |   |  |  |
| Exprimés       | Exprimés       | Exprimés       | 446   | 71,94  |    |   |  |  |

### Rosoy
- Maire sortant : Dominique Chappuit
- 15 sièges à pourvoir au conseil municipal (population légale 2011 : 1 049 habitants)
- 1 sièges à pourvoir au conseil communautaire (CA du Grand Sénonais)

|                          | Dominique Chappuit * | DVG            | 371 | 100,00 | 15 | 1 |  |  |
|                          |                      |                |     |        |    |   |  |  |
| Inscrits                 | Inscrits             | Inscrits       | 714 | 100,00 |    |   |  |  |
| Abstentions              | Abstentions          | Abstentions    | 260 | 36,41  |    |   |  |  |
| Votants                  | Votants              | Votants        | 454 | 63,59  |    |   |  |  |
| Blancs et nuls           | Blancs et nuls       | Blancs et nuls | 83  | 18,28  |    |   |  |  |
| Exprimés                 | Exprimés             | Exprimés       | 371 | 81,72  |    |   |  |  |
| * Liste du maire sortant |                      |                |     |        |    |   |  |  |

### Saint-Bris-le-Vineux
- Maire sortant : Jean-Marc Sorin
- 15 sièges à pourvoir au conseil municipal (population légale 2011 : 1 098 habitants)
- 1 sièges à pourvoir au conseil communautaire (CA de l'Auxerrois)

|                          | Rachelle Leblond  | DIV            | 326 | 53,09  | 12 | 1 |  |  |
|                          | Jean-Marc Sorin * | DIV            | 288 | 46,90  | 3  |   |  |  |
|                          |                   |                |     |        |    |   |  |  |
| Inscrits                 | Inscrits          | Inscrits       | 869 | 100,00 |    |   |  |  |
| Abstentions              | Abstentions       | Abstentions    | 234 | 26,93  |    |   |  |  |
| Votants                  | Votants           | Votants        | 635 | 73,07  |    |   |  |  |
| Blancs et nuls           | Blancs et nuls    | Blancs et nuls | 21  | 3,31   |    |   |  |  |
| Exprimés                 | Exprimés          | Exprimés       | 614 | 96,69  |    |   |  |  |
| * Liste du maire sortant |                   |                |     |        |    |   |  |  |

### Saint-Clément
- Maire sortant : Gilles Pirman
- 23 sièges à pourvoir au conseil municipal (population légale 2011 : 2 805 habitants)
- 3 sièges à pourvoir au conseil communautaire (CA du Grand Sénonais)

|                          | Gilles Pirman * | UMP            | 877   | 100,00 | 23 | 3 |  |  |
|                          |                 |                |       |        |    |   |  |  |
| Inscrits                 | Inscrits        | Inscrits       | 2 014 | 100,00 |    |   |  |  |
| Abstentions              | Abstentions     | Abstentions    | 915   | 45,43  |    |   |  |  |
| Votants                  | Votants         | Votants        | 1 099 | 54,57  |    |   |  |  |
| Blancs et nuls           | Blancs et nuls  | Blancs et nuls | 222   | 20,20  |    |   |  |  |
| Exprimés                 | Exprimés        | Exprimés       | 877   | 79,80  |    |   |  |  |
| * Liste du maire sortant |                 |                |       |        |    |   |  |  |

### Saint-Fargeau
- Maire sortant : Jean Joumier
- 19 sièges à pourvoir au conseil municipal (population légale 2011 : 1 794 habitants)
- 4 sièges à pourvoir au conseil communautaire (CC de Puisaye-Forterre)

|                          | Jean Joumier * | DIV            | 546   | 100,00 | 19 | 4 |  |  |
|                          |                |                |       |        |    |   |  |  |
| Inscrits                 | Inscrits       | Inscrits       | 1 186 | 100,00 |    |   |  |  |
| Abstentions              | Abstentions    | Abstentions    | 426   | 35,92  |    |   |  |  |
| Votants                  | Votants        | Votants        | 760   | 64,08  |    |   |  |  |
| Blancs et nuls           | Blancs et nuls | Blancs et nuls | 214   | 28,16  |    |   |  |  |
| Exprimés                 | Exprimés       | Exprimés       | 546   | 71,84  |    |   |  |  |
| * Liste du maire sortant |                |                |       |        |    |   |  |  |

### Saint-Florentin
- Maire sortant : Yves Delot
- 27 sièges à pourvoir au conseil municipal (population légale 2011 : 4 693 habitants)
- 13 sièges à pourvoir au conseil communautaire (CC Serein et Armance)

|                          | Yves Delot *       | UMP            | 927   | 61,80  | 22 | 11 |  |  |
|                          | Madeleine Raillard | DVG            | 573   | 38,20  | 5  | 2  |  |  |
|                          |                    |                |       |        |    |    |  |  |
| Inscrits                 | Inscrits           | Inscrits       | 2 831 | 100,00 |    |    |  |  |
| Abstentions              | Abstentions        | Abstentions    | 1 227 | 43,34  |    |    |  |  |
| Votants                  | Votants            | Votants        | 1 604 | 56,66  |    |    |  |  |
| Blancs et nuls           | Blancs et nuls     | Blancs et nuls | 104   | 6,48   |    |    |  |  |
| Exprimés                 | Exprimés           | Exprimés       | 1 500 | 93,52  |    |    |  |  |
| * Liste du maire sortant |                    |                |       |        |    |    |  |  |

### Saint-Georges-sur-Baulche
- Maire sortant : Crescent Marault
- 23 sièges à pourvoir au conseil municipal (population légale 2011 : 3 392 habitants)
- 2 sièges à pourvoir au conseil communautaire (CA de l'Auxerrois)

|                          | Crescent Marault * | UMP            | 1 240 | 100,00 | 23 | 2 |  |  |
|                          |                    |                |       |        |    |   |  |  |
| Inscrits                 | Inscrits           | Inscrits       | 2 543 | 100,00 |    |   |  |  |
| Abstentions              | Abstentions        | Abstentions    | 1 043 | 41,01  |    |   |  |  |
| Votants                  | Votants            | Votants        | 1 500 | 58,99  |    |   |  |  |
| Blancs et nuls           | Blancs et nuls     | Blancs et nuls | 260   | 17,33  |    |   |  |  |
| Exprimés                 | Exprimés           | Exprimés       | 1 240 | 82,67  |    |   |  |  |
| * Liste du maire sortant |                    |                |       |        |    |   |  |  |

### Saint-Julien-du-Sault
- Maire sortant : Guy Bourras
- 19 sièges à pourvoir au conseil municipal (population légale 2011 : 2 367 habitants)
- 5 sièges à pourvoir au conseil communautaire (CC du Jovinien)

|                          | Guy Bourras *          | DIV            | 738   | 69,23  | 17 | 5 |  |  |
|                          | Frédéric Vincendon     | DVG            | 255   | 23,92  | 2  |   |  |  |
|                          | Annie Scaniglia-kermin | POI            | 73    | 6,84   |    |   |  |  |
|                          |                        |                |       |        |    |   |  |  |
| Inscrits                 | Inscrits               | Inscrits       | 1 630 | 100,00 |    |   |  |  |
| Abstentions              | Abstentions            | Abstentions    | 535   | 32,82  |    |   |  |  |
| Votants                  | Votants                | Votants        | 1 095 | 67,18  |    |   |  |  |
| Blancs et nuls           | Blancs et nuls         | Blancs et nuls | 29    | 2,65   |    |   |  |  |
| Exprimés                 | Exprimés               | Exprimés       | 1 066 | 97,35  |    |   |  |  |
| * Liste du maire sortant |                        |                |       |        |    |   |  |  |

### Saint-Martin-du-Tertre
- Maire sortant : Joseph Agache
- 19 sièges à pourvoir au conseil municipal (population légale 2011 : 1 558 habitants)
- 1 sièges à pourvoir au conseil communautaire (CA du Grand Sénonais)

| Tête de liste            | Tête de liste   | Liste          | Premier tour | Premier tour | Second tour | Second tour | Sièges | Sièges |
| Tête de liste            | Tête de liste   | Liste          | Voix         | %            | Voix        | %           | CM     | CC     |
| ------------------------ | --------------- | -------------- | ------------ | ------------ | ----------- | ----------- | ------ | ------ |
|                          | Joseph Agache * | DVD            | 328          | 43,90        | 360         | 46,99       | 14     | 1      |
|                          | Joël Henry      | DVG            | 226          | 30,25        | 238         | 31,07       | 3      |        |
|                          | Didier Poirot   | DVD            | 193          | 25,83        | 168         | 21,93       | 2      |        |
|                          |                 |                |              |              |             |             |        |        |
| Inscrits                 | Inscrits        | Inscrits       | 1 119        | 100,00       | 1 119       | 100,00      |        |        |
| Abstentions              | Abstentions     | Abstentions    | 322          | 28,78        | 328         | 29,31       |        |        |
| Votants                  | Votants         | Votants        | 797          | 71,22        | 791         | 70,69       |        |        |
| Blancs et nuls           | Blancs et nuls  | Blancs et nuls | 50           | 6,27         | 25          | 3,16        |        |        |
| Exprimés                 | Exprimés        | Exprimés       | 747          | 93,73        | 766         | 96,84       |        |        |
| * Liste du maire sortant |                 |                |              |              |             |             |        |        |

### Saint-Valérien
- Maire sortant : Jean Pierre Commun
- 19 sièges à pourvoir au conseil municipal (population légale 2011 : 1 698 habitants)
- 4 sièges à pourvoir au conseil communautaire (CC du Gâtinais en Bourgogne)

|                | Jérôme Cordier | DIV            | 446   | 100,00 | 19 | 4 |  |  |
|                |                |                |       |        |    |   |  |  |
| Inscrits       | Inscrits       | Inscrits       | 1 036 | 100,00 |    |   |  |  |
| Abstentions    | Abstentions    | Abstentions    | 429   | 41,41  |    |   |  |  |
| Votants        | Votants        | Votants        | 607   | 58,59  |    |   |  |  |
| Blancs et nuls | Blancs et nuls | Blancs et nuls | 161   | 26,52  |    |   |  |  |
| Exprimés       | Exprimés       | Exprimés       | 446   | 73,48  |    |   |  |  |

### Seignelay
- Maire sortant : Thierry Corniot
- 19 sièges à pourvoir au conseil municipal (population légale 2011 : 1 590 habitants)
- 4 sièges à pourvoir au conseil communautaire (CC Serein et Armance)

|                          | Thierry Corniot * | DIV            | 410   | 53,59  | 15 | 3 |  |  |
|                          | Martine Michel    | DIV            | 355   | 46,40  | 4  | 1 |  |  |
|                          |                   |                |       |        |    |   |  |  |
| Inscrits                 | Inscrits          | Inscrits       | 1 213 | 100,00 |    |   |  |  |
| Abstentions              | Abstentions       | Abstentions    | 398   | 32,81  |    |   |  |  |
| Votants                  | Votants           | Votants        | 815   | 67,19  |    |   |  |  |
| Blancs et nuls           | Blancs et nuls    | Blancs et nuls | 50    | 6,13   |    |   |  |  |
| Exprimés                 | Exprimés          | Exprimés       | 765   | 93,87  |    |   |  |  |
| * Liste du maire sortant |                   |                |       |        |    |   |  |  |

### Sens
- Maire sortant : Michel Fourré
- 35 sièges à pourvoir au conseil municipal (population légale 2011 : 25 146 habitants)
- 24 sièges à pourvoir au conseil communautaire (CA du Grand Sénonais)

| Tête de liste  | Tête de liste        | Liste          | Premier tour | Premier tour | Second tour | Second tour | Sièges | Sièges |
| Tête de liste  | Tête de liste        | Liste          | Voix         | %            | Voix        | %           | CM     | CC     |
| -------------- | -------------------- | -------------- | ------------ | ------------ | ----------- | ----------- | ------ | ------ |
|                | Marie-Louise Fort    | UMP            | 3 573        | 44,12        | 4 173       | 51,37       | 27     | 18     |
|                | Édouard Ferrand      | FN             | 1 280        | 15,81        | 1 276       | 15,71       | 2      | 2      |
|                | Francine Weecksteen  | DVG            | 1 192        | 14,71        | 2 674       | 32,92       | 6      | 4      |
|                | Pascal Simon         | DVG            | 780          | 9,63         |             |             |        |        |
|                | Claude Vivier Le Got | DVD            | 682          | 8,42         |             |             |        |        |
|                | Michel Fourre        | DVG            | 591          | 7,30         |             |             |        |        |
|                |                      |                |              |              |             |             |        |        |
| Inscrits       | Inscrits             | Inscrits       | 16 252       | 100,00       | 16 288      | 100,00      |        |        |
| Abstentions    | Abstentions          | Abstentions    | 7 895        | 48,58        | 7 839       | 48,13       |        |        |
| Votants        | Votants              | Votants        | 8 357        | 51,42        | 8 449       | 51,87       |        |        |
| Blancs et nuls | Blancs et nuls       | Blancs et nuls | 259          | 3,10         | 326         | 3,86        |        |        |
| Exprimés       | Exprimés             | Exprimés       | 8 098        | 96,90        | 8 123       | 96,14       |        |        |

### Sergines
- Maire sortant : Jean-Claude Leroy
- 15 sièges à pourvoir au conseil municipal (population légale 2011 : 1 257 habitants)
- 2 sièges à pourvoir au conseil communautaire (CC Yonne Nord)

| Tête de liste            | Tête de liste       | Liste          | Premier tour | Premier tour | Second tour | Second tour | Sièges | Sièges |
| Tête de liste            | Tête de liste       | Liste          | Voix         | %            | Voix        | %           | CM     | CC     |
| ------------------------ | ------------------- | -------------- | ------------ | ------------ | ----------- | ----------- | ------ | ------ |
|                          | André Pitou         | DIV            | 261          | 40,21        | 264         | 41,05       | 11     | 2      |
|                          | Jean-Claude Leroy * | DIV            | 206          | 31,74        | 219         | 34,05       | 2      |        |
|                          | Loïc Martin         | DIV            | 182          | 28,04        | 160         | 24,88       | 2      |        |
|                          |                     |                |              |              |             |             |        |        |
| Inscrits                 | Inscrits            | Inscrits       | 849          | 100,00       | 839         | 100,00      |        |        |
| Abstentions              | Abstentions         | Abstentions    | 185          | 21,79        | 189         | 22,53       |        |        |
| Votants                  | Votants             | Votants        | 664          | 78,21        | 650         | 77,47       |        |        |
| Blancs et nuls           | Blancs et nuls      | Blancs et nuls | 15           | 2,26         | 7           | 1,08        |        |        |
| Exprimés                 | Exprimés            | Exprimés       | 649          | 97,74        | 643         | 98,92       |        |        |
| * Liste du maire sortant |                     |                |              |              |             |             |        |        |

### Soucy
- Maire sortant : Mireille Ladrange
- 19 sièges à pourvoir au conseil municipal (population légale 2011 : 1 513 habitants)
- 1 sièges à pourvoir au conseil communautaire (CA du Grand Sénonais)

|                | Francis Catalan      | DIV            | 514   | 64,65  | 16 | 1 |  |  |
|                | Catherine Demontigny | DIV            | 171   | 21,50  | 2  |   |  |  |
|                | Thierry Lecuelle     | DIV            | 110   | 13,83  | 1  |   |  |  |
|                |                      |                |       |        |    |   |  |  |
| Inscrits       | Inscrits             | Inscrits       | 1 248 | 100,00 |    |   |  |  |
| Abstentions    | Abstentions          | Abstentions    | 418   | 33,49  |    |   |  |  |
| Votants        | Votants              | Votants        | 830   | 66,51  |    |   |  |  |
| Blancs et nuls | Blancs et nuls       | Blancs et nuls | 35    | 4,22   |    |   |  |  |
| Exprimés       | Exprimés             | Exprimés       | 795   | 95,78  |    |   |  |  |

### Tanlay
- Maire sortant : Jean-Pierre Bouilhac
- 15 sièges à pourvoir au conseil municipal (population légale 2011 : 1 108 habitants)
- 3 sièges à pourvoir au conseil communautaire (CC Le Tonnerrois en Bourgogne)

|                          | Jean-Pierre Bouilhac * | DVD            | 323 | 100,00 | 15 | 3 |  |  |
|                          |                        |                |     |        |    |   |  |  |
| Inscrits                 | Inscrits               | Inscrits       | 895 | 100,00 |    |   |  |  |
| Abstentions              | Abstentions            | Abstentions    | 390 | 43,58  |    |   |  |  |
| Votants                  | Votants                | Votants        | 505 | 56,42  |    |   |  |  |
| Blancs et nuls           | Blancs et nuls         | Blancs et nuls | 182 | 36,04  |    |   |  |  |
| Exprimés                 | Exprimés               | Exprimés       | 323 | 63,96  |    |   |  |  |
| * Liste du maire sortant |                        |                |     |        |    |   |  |  |

### Thorigny-sur-Oreuse
- Maire sortant : Michel Sieper
- 19 sièges à pourvoir au conseil municipal (population légale 2011 : 1 502 habitants)
- 3 sièges à pourvoir au conseil communautaire (CC Yonne Nord)

| Tête de liste  | Tête de liste    | Liste          | Premier tour | Premier tour | Second tour | Second tour | Sièges | Sièges |
| Tête de liste  | Tête de liste    | Liste          | Voix         | %            | Voix        | %           | CM     | CC     |
| -------------- | ---------------- | -------------- | ------------ | ------------ | ----------- | ----------- | ------ | ------ |
|                | Pierrick Bardeau | DIV            | 275          | 39,28        | 405         | 59,38       | 15     | 2      |
|                | Alain Corne      | DIV            | 260          | 37,14        |             |             |        |        |
|                | Thierry Pesquet  | DIV            | 165          | 23,57        |             |             |        |        |
|                |                  |                |              |              |             |             |        |        |
| Inscrits       | Inscrits         | Inscrits       | 1 139        | 100,00       | 1 139       | 100,00      |        |        |
| Abstentions    | Abstentions      | Abstentions    | 387          | 33,98        | 397         | 34,86       |        |        |
| Votants        | Votants          | Votants        | 752          | 66,02        | 742         | 65,14       |        |        |
| Blancs et nuls | Blancs et nuls   | Blancs et nuls | 52           | 6,91         | 60          | 8,09        |        |        |
| Exprimés       | Exprimés         | Exprimés       | 700          | 93,09        | 682         | 91,91       |        |        |

### Tonnerre
- Maire sortant : André Fourcade (PS)
- 29 sièges à pourvoir au conseil municipal (population légale 2011 : 5 235 habitants)
- 16 sièges à pourvoir au conseil communautaire (CC Le Tonnerrois en Bourgogne)

| Tête de liste  | Tête de liste     | Liste          | Premier tour | Premier tour | Second tour | Second tour | Sièges | Sièges |
| Tête de liste  | Tête de liste     | Liste          | Voix         | %            | Voix        | %           | CM     | CC     |
| -------------- | ----------------- | -------------- | ------------ | ------------ | ----------- | ----------- | ------ | ------ |
|                | Pascal Lenoir     | DVG            | 531          | 30,90        | 600         | 33,65       | 5      | 3      |
|                | Dominique Aguilar | UDI            | 468          | 27,24        | 649         | 36,39       | 20     | 11     |
|                | Bernard Clément   | DIV            | 449          | 26,13        | 534         | 29,94       | 4      | 2      |
|                | Emmanuel Dezellus | DVD            | 270          | 15,71        |             |             |        |        |
|                |                   |                |              |              |             |             |        |        |
| Inscrits       | Inscrits          | Inscrits       | 3 001        | 100,00       | 3 001       | 100,00      |        |        |
| Abstentions    | Abstentions       | Abstentions    | 1 219        | 40,62        | 1 164       | 38,79       |        |        |
| Votants        | Votants           | Votants        | 1 782        | 59,38        | 1 837       | 61,21       |        |        |
| Blancs et nuls | Blancs et nuls    | Blancs et nuls | 64           | 3,59         | 54          | 2,94        |        |        |
| Exprimés       | Exprimés          | Exprimés       | 1 718        | 96,41        | 1 783       | 97,06       |        |        |

### Toucy
- Maire sortant : Michel Kotovochikhine
- 23 sièges à pourvoir au conseil municipal (population légale 2011 : 2 647 habitants)
- 6 sièges à pourvoir au conseil communautaire (CC de Puisaye-Forterre)

|                          | Michel Kotovtchikhine * | DIV            | 772   | 60,26  | 19 | 5 |  |  |
|                          | Serge Breuillé          | DVG            | 397   | 30,99  | 3  | 1 |  |  |
|                          | Nora Boudjemaa          | DVG            | 112   | 8,74   | 1  |   |  |  |
|                          |                         |                |       |        |    |   |  |  |
| Inscrits                 | Inscrits                | Inscrits       | 1 993 | 100,00 |    |   |  |  |
| Abstentions              | Abstentions             | Abstentions    | 656   | 32,92  |    |   |  |  |
| Votants                  | Votants                 | Votants        | 1 337 | 67,08  |    |   |  |  |
| Blancs et nuls           | Blancs et nuls          | Blancs et nuls | 56    | 4,19   |    |   |  |  |
| Exprimés                 | Exprimés                | Exprimés       | 1 281 | 95,81  |    |   |  |  |
| * Liste du maire sortant |                         |                |       |        |    |   |  |  |

### Venoy
- Maire sortant : Philippe Maillet
- 19 sièges à pourvoir au conseil municipal (population légale 2011 : 1 747 habitants)
- 1 sièges à pourvoir au conseil communautaire (CA de l'Auxerrois)

|                | Christophe Bonnefond | DIV            | 635   | 100,00 | 19 | 1 |  |  |
|                |                      |                |       |        |    |   |  |  |
| Inscrits       | Inscrits             | Inscrits       | 1 346 | 100,00 |    |   |  |  |
| Abstentions    | Abstentions          | Abstentions    | 534   | 39,67  |    |   |  |  |
| Votants        | Votants              | Votants        | 812   | 60,33  |    |   |  |  |
| Blancs et nuls | Blancs et nuls       | Blancs et nuls | 177   | 21,80  |    |   |  |  |
| Exprimés       | Exprimés             | Exprimés       | 635   | 78,20  |    |   |  |  |

### Vergigny
- Maire sortant : Francis Marquet
- 19 sièges à pourvoir au conseil municipal (population légale 2011 : 1 548 habitants)
- 4 sièges à pourvoir au conseil communautaire (CC Serein et Armance)

|                          | Frédéric Blanchet | DIV            | 376 | 54,33  | 15 | 3 |  |  |
|                          | Francis Marquet * | DIV            | 316 | 45,66  | 4  | 1 |  |  |
|                          |                   |                |     |        |    |   |  |  |
| Inscrits                 | Inscrits          | Inscrits       | 981 | 100,00 |    |   |  |  |
| Abstentions              | Abstentions       | Abstentions    | 257 | 26,20  |    |   |  |  |
| Votants                  | Votants           | Votants        | 724 | 73,80  |    |   |  |  |
| Blancs et nuls           | Blancs et nuls    | Blancs et nuls | 32  | 4,42   |    |   |  |  |
| Exprimés                 | Exprimés          | Exprimés       | 692 | 95,58  |    |   |  |  |
| * Liste du maire sortant |                   |                |     |        |    |   |  |  |

### Vermenton
- Maire sortant : Yves Depouhon
- 15 sièges à pourvoir au conseil municipal (population légale 2011 : 1 180 habitants)
- 4 sièges à pourvoir au conseil communautaire (CC Chablis Villages et Terroirs)

|                          | Yves Depouhon * | DIV            | 405 | 100,00 | 15 | 4 |  |  |
|                          |                 |                |     |        |    |   |  |  |
| Inscrits                 | Inscrits        | Inscrits       | 917 | 100,00 |    |   |  |  |
| Abstentions              | Abstentions     | Abstentions    | 344 | 37,51  |    |   |  |  |
| Votants                  | Votants         | Votants        | 573 | 62,49  |    |   |  |  |
| Blancs et nuls           | Blancs et nuls  | Blancs et nuls | 168 | 29,32  |    |   |  |  |
| Exprimés                 | Exprimés        | Exprimés       | 405 | 70,68  |    |   |  |  |
| * Liste du maire sortant |                 |                |     |        |    |   |  |  |

### Véron
- Maire sortant : Pascale Moureaux
- 19 sièges à pourvoir au conseil municipal (population légale 2011 : 1 961 habitants)
- 3 sièges à pourvoir au conseil communautaire (CA du Grand Sénonais)

|                          | Pascale Moureaux * | DIV            | 573   | 100,00 | 19 | 3 |  |  |
|                          |                    |                |       |        |    |   |  |  |
| Inscrits                 | Inscrits           | Inscrits       | 1 507 | 100,00 |    |   |  |  |
| Abstentions              | Abstentions        | Abstentions    | 779   | 51,69  |    |   |  |  |
| Votants                  | Votants            | Votants        | 728   | 48,31  |    |   |  |  |
| Blancs et nuls           | Blancs et nuls     | Blancs et nuls | 155   | 21,29  |    |   |  |  |
| Exprimés                 | Exprimés           | Exprimés       | 573   | 78,71  |    |   |  |  |
| * Liste du maire sortant |                    |                |       |        |    |   |  |  |

### Villeblevin
- Maire sortant : Marc Leruse
- 19 sièges à pourvoir au conseil municipal (population légale 2011 : 1 821 habitants)
- 3 sièges à pourvoir au conseil communautaire (CC Yonne Nord)

|                          | Marc Leruse *  | DIV            | 450   | 100,00 | 19 | 3 |  |  |
|                          |                |                |       |        |    |   |  |  |
| Inscrits                 | Inscrits       | Inscrits       | 1 228 | 100,00 |    |   |  |  |
| Abstentions              | Abstentions    | Abstentions    | 656   | 53,42  |    |   |  |  |
| Votants                  | Votants        | Votants        | 572   | 46,58  |    |   |  |  |
| Blancs et nuls           | Blancs et nuls | Blancs et nuls | 122   | 21,33  |    |   |  |  |
| Exprimés                 | Exprimés       | Exprimés       | 450   | 78,67  |    |   |  |  |
| * Liste du maire sortant |                |                |       |        |    |   |  |  |

### Villefargeau
- Maire sortant : Pascal Barberet
- 15 sièges à pourvoir au conseil municipal (population légale 2011 : 1 018 habitants)
- 1 sièges à pourvoir au conseil communautaire (CA de l'Auxerrois)

|                          | Pascal Barberet * | DIV            | 423 | 100,00 | 15 | 1 |  |  |
|                          |                   |                |     |        |    |   |  |  |
| Inscrits                 | Inscrits          | Inscrits       | 709 | 100,00 |    |   |  |  |
| Abstentions              | Abstentions       | Abstentions    | 247 | 34,84  |    |   |  |  |
| Votants                  | Votants           | Votants        | 462 | 65,16  |    |   |  |  |
| Blancs et nuls           | Blancs et nuls    | Blancs et nuls | 39  | 8,44   |    |   |  |  |
| Exprimés                 | Exprimés          | Exprimés       | 423 | 91,56  |    |   |  |  |
| * Liste du maire sortant |                   |                |     |        |    |   |  |  |

### Villeneuve-l'Archevêque
- Maire sortant : Michel Rébéquet
- 15 sièges à pourvoir au conseil municipal (population légale 2011 : 1 196 habitants)
- 5 sièges à pourvoir au conseil communautaire (CC de la Vanne et du Pays d'Othe)

|                | Sébastien Karcher | DIV            | 294 | 60,24  | 12 | 4 |  |  |
|                | Daniel Verhoye    | DIV            | 194 | 39,75  | 3  | 1 |  |  |
|                |                   |                |     |        |    |   |  |  |
| Inscrits       | Inscrits          | Inscrits       | 853 | 100,00 |    |   |  |  |
| Abstentions    | Abstentions       | Abstentions    | 327 | 38,34  |    |   |  |  |
| Votants        | Votants           | Votants        | 526 | 61,66  |    |   |  |  |
| Blancs et nuls | Blancs et nuls    | Blancs et nuls | 38  | 7,22   |    |   |  |  |
| Exprimés       | Exprimés          | Exprimés       | 488 | 92,78  |    |   |  |  |

### Villeneuve-la-Guyard
- Maire sortant : Dominique Bourreau
- 23 sièges à pourvoir au conseil municipal (population légale 2011 : 3 222 habitants)
- 4 sièges à pourvoir au conseil communautaire (CC Yonne Nord)

|                          | Dominique Bourreau * | DVG            | 711   | 100,00 | 23 | 4 |  |  |
|                          |                      |                |       |        |    |   |  |  |
| Inscrits                 | Inscrits             | Inscrits       | 1 998 | 100,00 |    |   |  |  |
| Abstentions              | Abstentions          | Abstentions    | 930   | 46,55  |    |   |  |  |
| Votants                  | Votants              | Votants        | 1 068 | 53,45  |    |   |  |  |
| Blancs et nuls           | Blancs et nuls       | Blancs et nuls | 357   | 33,43  |    |   |  |  |
| Exprimés                 | Exprimés             | Exprimés       | 711   | 66,57  |    |   |  |  |
| * Liste du maire sortant |                      |                |       |        |    |   |  |  |

### Villeneuve-sur-Yonne
- Maire sortant : Cyril Boulleaux
- 29 sièges à pourvoir au conseil municipal (population légale 2011 : 5 315 habitants)
- 6 sièges à pourvoir au conseil communautaire (CA du Grand Sénonais)

|                          | Cyril Boulleaux *   | DVG            | 1 163 | 52,62  | 22 | 5 |  |  |
|                          | Élisabeth Frassetto | DVD            | 733   | 33,17  | 5  | 1 |  |  |
|                          | Michel Der Agobian  | DVD            | 314   | 14,21  | 2  |   |  |  |
|                          |                     |                |       |        |    |   |  |  |
| Inscrits                 | Inscrits            | Inscrits       | 3 677 | 100,00 |    |   |  |  |
| Abstentions              | Abstentions         | Abstentions    | 1 371 | 37,29  |    |   |  |  |
| Votants                  | Votants             | Votants        | 2 306 | 62,71  |    |   |  |  |
| Blancs et nuls           | Blancs et nuls      | Blancs et nuls | 96    | 4,16   |    |   |  |  |
| Exprimés                 | Exprimés            | Exprimés       | 2 210 | 95,84  |    |   |  |  |
| * Liste du maire sortant |                     |                |       |        |    |   |  |  |

### Vinneuf
- Maire sortant : Gérard Viault
- 15 sièges à pourvoir au conseil municipal (population légale 2011 : 1 362 habitants)
- 3 sièges à pourvoir au conseil communautaire (CC Yonne Nord)

|                          | Sylvain Nezondet | DIV            | 433 | 62,12  | 12 | 2 |  |  |
|                          | Gérard Viault *  | DIV            | 264 | 37,87  | 3  | 1 |  |  |
|                          |                  |                |     |        |    |   |  |  |
| Inscrits                 | Inscrits         | Inscrits       | 949 | 100,00 |    |   |  |  |
| Abstentions              | Abstentions      | Abstentions    | 221 | 23,29  |    |   |  |  |
| Votants                  | Votants          | Votants        | 728 | 76,71  |    |   |  |  |
| Blancs et nuls           | Blancs et nuls   | Blancs et nuls | 31  | 4,26   |    |   |  |  |
| Exprimés                 | Exprimés         | Exprimés       | 697 | 95,74  |    |   |  |  |
| * Liste du maire sortant |                  |                |     |        |    |   |  |  |